# Alpes de Lyngen
Los Alpes de Lyngen (en noruego: Lyngsalpene) son una cordillera de la parte central de la provincia de Troms, Noruega. La cordillera está ubicada al este de la capital Tromsø. Cruza a través de los municipios de Lyngen, Balsfjord y Sytorfjord. La cadena acompaña a la línea costera desde el Lyngenfjorden en dirección norte-sur. Tiene una longitud de unos 90 kilómetros y un ancho de entre 15 y 20 kilómetros. Las montañas predominan en la península de Lyngen, las cuales están delimitadas por el fiordo de Lyngen, al este, y por el Ullsfjorden, al oeste. El escalador británico William Cecil Slingsby fue el primero en realizar expediciones a los picos más altos.

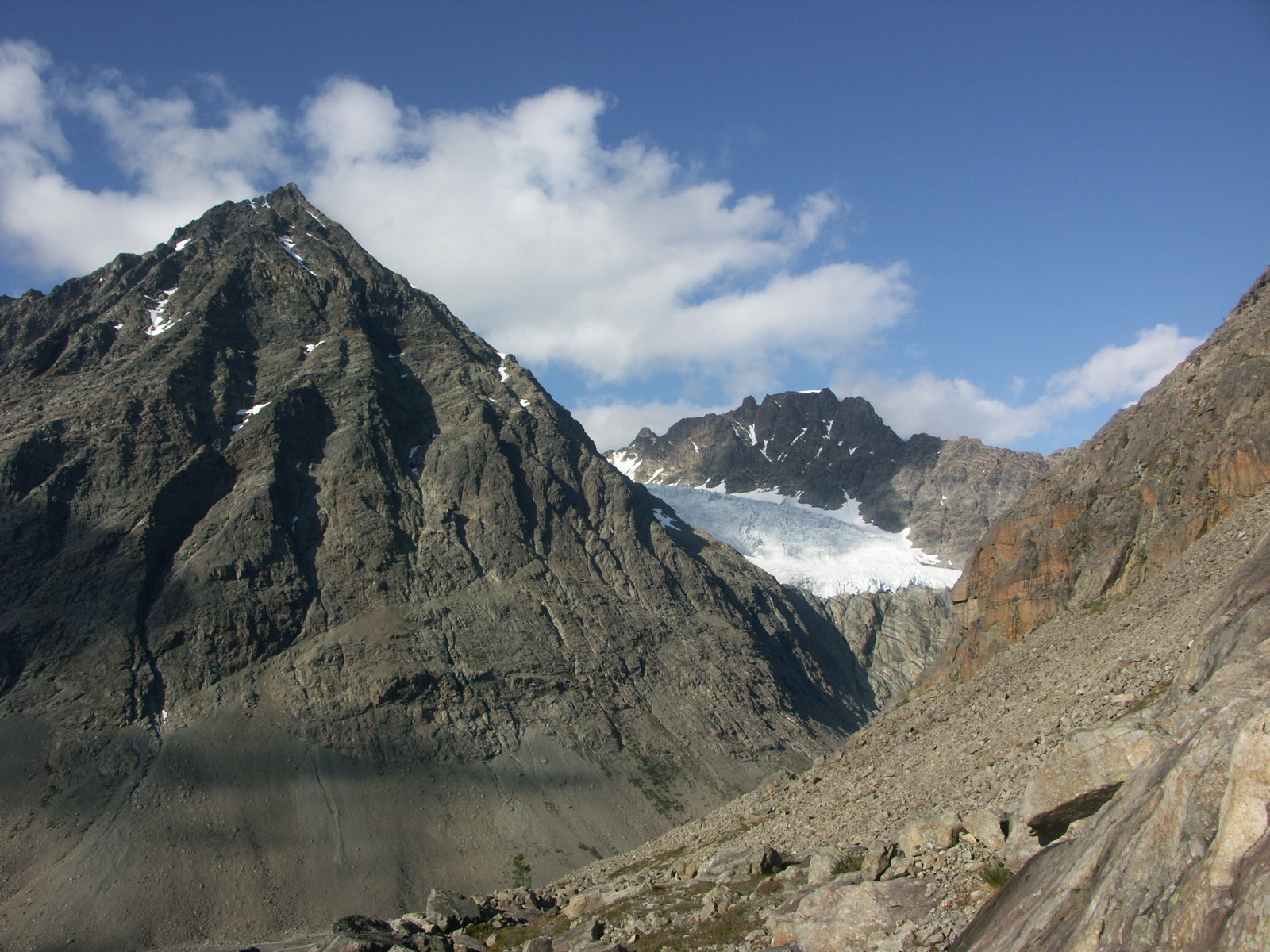
Tvillingstinden Y Tafeltinden − vista de Skáidevárri.

La cordillera tiene características alpinas, por lo que atrae a los esquiadores. La cumbre más alta es Jiehkkevárri, la mayor de Troms; También destaca en altura Store Lenangstind. Existen varios glaciares en la cadena. Los Alpes de Lyngen tienen la altura suficiente para producir una sombra orográfica en las tierras bajas del este.